# 아메리칸 파이: 기숙사 대소동
《아메리칸 파이: 기숙사 대소동》(영어: American Pie Presents: Beta House)는 2007년 개봉한 미국의 섹스 코미디 DVD 영화로, 아메리칸 파이 시리즈 파생작이며, 《아메리칸 파이 5》(2006)의 속편이다.

## 출연진
- 존 화이트
- 스티브 탤리
- 유진 레비
- 제이크 시걸
- 메건 헤펀
- 크리스토퍼 맥도널드
- 앤절라 버셰라
- 조너선 켈츠
- 크리스틴 바거
- 브래드퍼드 앤더슨
- 로비 어멜
- 이탈리아 리치

## 기타 제작진
- 공동 제작: 바이런 A. 마틴
- 미술: 고든 반스